# Carrollton (Georgia)
Carrollton is een plaats (city) in de Amerikaanse staat Georgia, en valt bestuurlijk gezien onder Carroll County.

## Demografie
Bij de volkstelling in 2000 werd het aantal inwoners vastgesteld op 19.843.
In 2006 is het aantal inwoners door het United States Census Bureau geschat op 21.878, een stijging van 2035 (10,3%).

## Geografie
Volgens het United States Census Bureau beslaat de plaats een oppervlakte van
53,5 km², waarvan 52,2 km² land en 1,3 km² water. Carrollton ligt op ongeveer 360 m boven zeeniveau.

## Geboren in Carrollton
- Catherine Hardy (1930-2017), atlete

## Plaatsen in de nabije omgeving
De onderstaande figuur toont nabijgelegen plaatsen in een straal van 20 km rond Carrollton.